# Thaisa
Thaìsa de Moraes Rosa Moreno, genannt Thaisa, Isa bzw. Thaisa Moreno, (* 17. Dezember 1988 in Xambrê) ist eine brasilianische Fußballspielerin.

## Karriere

### Vereinsfußball
Ihre College-Zeit verbrachte Thaisa in den Vereinigten Staaten, wo sie zunächst für die Feather River Golden Eagles in Nordkalifornien und später für die FIU Golden Panthers spielte. Danach kehrte sie zurück nach Brasilien.
Mit AD Centro Olímpico aus São Paulo wurde sie 2013 brasilianischer Meister. Danach wechselte sie 2014 zum schwedischen Erstligisten Tyresö FF. Nach der Insolvenz des schwedischen Clubs kehrte sie zurück nach Brasilien, wo sie mit Ferroviária erneut die Meisterschaft erringen konnte. 2015 spielte Thaisa für América Mineiro und 2016 für den São José EC.
2017 ging es für Thaisa wieder ins Ausland, nachdem sie der UMF Grindavík aus Island unter Vertrag nahm. Im Jahr darauf kehrte sie in die USA zurück, wo sie sich dem Sky Blue FC anschloss. Im August des Jahres ging ihre Reise weiter. Thaisa unterzeichnete beim AC Mailand, mit welchem sie am Ende der Saison 2018/19 den dritten Platz belegte. Danach verließ sie den Klub wieder und zog nach Spanien, um die Saison 2019/20 beim CD Tacón zu verbringen. Der Klub bestritt die Saison bereits mit finanzieller Unterstützung von Real Madrid und zum 1. Juli 2020 in diesen integriert, womit Thaisa 2020/21 bei einem der größten Klubs Europas spielte. Die Spielzeit konnte der Klub als Vize-Meister abschließen. Thaisa brachte es zu 23 Einsätzen (ein Tor), davon acht in der Startelf.
Zur Saison 2021/22 wechselte Thaisa wieder nach Italien zum AS Rom. Noch vor Saisonende wechselte sie im Februar 2022 wieder in ihre Heimat nach Rio de Janeiro zum CR Flamengo.

### Nationalmannschaft
Thaisa kam am 22. September 2013 gegen Neuseeland erstmals in der Nationalmannschaft zum Einsatz. Mit der Seleção gewann sie die Fußball-Südamerikameisterschaft 2014. Im Anschluss an den Algarve-Cup 2015 wurde sie für die Weltmeisterschaft in Kanada nominiert. Dort kam sie in zwei Gruppenspielen und dem Achtelfinale zum Einsatz.
Sie wurde für die Fußball-Weltmeisterschaft der Frauen 2019 in den brasilianischen Kader berufen und erzielte bei der 2:1-Niederlage gegen die Gastgeberinnen aus Frankreich im Achtelfinale das Tor zum zwischenzeitlichen 1:1. Thaisa nahm auch noch am Tournoi de France teil.

## Erfolge und Auszeichnungen
Nationalmannschaft
- Südamerikameisterin: 2014, 2018

Centro Olímpico
- Brasilianische Meisterin: 2013

Ferroviária
- Brasilianische Meisterin: 2014

Tyresö
- UEFA Women’s Champions League: Finalistin 2014

Flamengo
- Staatsmeisterschaft von Rio de Janeiro: 2023
- Staatspokal von Rio de Janeiro: 2023

Auszeichnungen
- Italiens Tor des Jahres: 2019